# Handlová
Handlová (in ungherese Nyitrabánya, in tedesco Krickerhau) è una città della Slovacchia facente parte del distretto di Prievidza, nella regione di Trenčín. La città è nota per le sue due miniere di carbone.